# Der Weg zum Glück
Der Weg zum Glück (im Original: Going My Way) ist ein US-amerikanischer Spielfilm aus dem Jahre 1944. Leo McCarey produzierte und drehte den Film. Außerdem war er für das Drehbuch verantwortlich. Bei seiner Veröffentlichung war Der Weg zum Glück ein großer kommerzieller Erfolg und wurde mit sieben Oscars ausgezeichnet. 1945 entstand die Fortsetzung Die Glocken von St. Marien.

## Handlung
Der junge, unkonventionelle Pfarrer Chuck O’Malley wird in die Pfarrgemeinde von Pfarrer Fitzgibbon nach Manhattan versetzt. Gleich bei seiner Ankunft kommt es wegen O’Malleys lockerem Auftreten zu ersten Missverständnissen zwischen den beiden Pfarrern. Der bereits ältere, traditionell eingestellte Fitzgibbon fühlt sich von O’Malleys Hobbys wie Golfspielen oder seiner Freundschaft zu dem noch informelleren Pfarrer O’Dowd eher abgeschreckt. Dem Zuschauer wird schnell klar, dass O’Malley vom Bischof in die von Jugendbanden geplagte Gemeinde gesandt wurde, um dort die Angelegenheiten der Pfarrgemeinde zu übernehmen (allerdings soll Fitzgibbon weiterhin als Pfarrer fungieren). Fitzgibbon erfährt in Schonung seiner Gefühle von den Anordnungen des Bischofs nichts und glaubt, dass O’Malley sein einfacher Assistent sei. In vielen Fällen unterscheiden sich die Ansichten des konservativen Fitzgibbons und des modernen O’Malleys und es kommt schnell im Alltag zu Konflikten zwischen den beiden Pastoren. So haben viele Jugendliche im Ort Probleme mit dem Gesetz, unter anderem auch eine Jugendbande um Tony Scaponi.
Weil die Jungen regelmäßig die Kirche besuchen, stellt sich Fitzgibbon auf ihre Seite. O’Malley versucht dagegen, durch Freundschaft zu den Jungen einen Einblick in ihre Leben zu bekommen und zu verstehen, warum sie kriminell sind. Auf O’Malleys Drängen und nach langem Zögern gründen die Jugendlichen schließlich einen eigenen Jugendchor in der Kirche. Fitzgibbon ist von der Lautstärke des Gesanges im Chor genervt: Der alte Pfarrer beschwert sich beim Bischof und erwünscht O’Malley Versetzung. Allerdings erfährt Fitzgibbon dabei von O’Malleys eigentlicher, weitreichenderer Aufgabe in der Gemeinde. Betrübt und um eine komplizierte Situation zu verhindern, fragt Fitzgibbon den Bischof nun – im Gegensatz zu seinem eigentlichen Vorschlag – ihn selbst zu versetzen und O’Malley alle Verantwortung zu übergeben. O’Malley erfährt durch Fitzgibbon von seinen neuen Aufgaben, anschließend rennt Fitzgibbon davon.
Als Fitzgibbon schließlich zurückkehrt, kommt es zu einem klärenden Gespräch zwischen ihm und O’Malley. Er erzählt O’Malley von dem Wunsch, in seine Heimat Irland zurückzukehren und noch einmal seine Mutter wiederzusehen. Diese sei mittlerweile über 90 Jahre alt, und er hätte sie seit 45 Jahren nicht gesehen, als er von Irland als junger Priester nach Amerika zog. Fortan kommt es zu einem besseren Verständnis zwischen beiden Pfarrern und schließlich entwickelt sich eine Freundschaft.
Pfarrer O’Malley schreibt das Lied Going My Way für ein junges Liebespaar seiner Gemeinde, welches verdächtigt wird, in Sünde zu leben. Mit Going My Way meint er für sich selbst, die fröhliche und liebende Seite des Glaubens für sich und andere zu entdecken. Als der Jungenchor das Lied einmal während einer Probe singt, hört O’Malleys alte Freundin Jenny Tuffel das Lied, welche als erfolgreiche Sängerin und Schauspielerin arbeitet. Jenny, Pfarrer O’Malley und Pfarrer O’Dowd planen das Lied aufzuführen und die Rechte daran zu verkaufen, was die Gemeinde von ihren finanziellen Nöten kurieren könnte. Die Produzenten glauben allerdings nicht an den Erfolg des Liedes Going My Way, wohl aber an den Erfolg des zweiten Liedes Swinging on a Star. Die Produzenten kaufen das Lied und spülen Geld in die Kassen der Kirche. Als das Kirchengebäude abbrennt, scheint das Schicksal der Gemeinde besiegelt. Doch O’Malley gelingt es wieder mit dem Jugendchor das Geld für den Wiederaufbau zu beschaffen.
Vom Bischof erhält O’Malley den Auftrag für eine neue Gemeinde und verlässt diese am Heiligabend in einem Gottesdienst. O’Dowd wird zum neuen Assistenten Fitzgibbons gemacht und Tony Scaponi wird zum Leiter des Jugendchors. In der letzten Szene des Filmes erscheint schließlich die aus Irland von O’Malley hergelotste Mutter von Fitzgibbon und es kommt zu einer rührenden Wiedersehenszene zwischen Mutter und Sohn, während O’Malley still die Kirche verlässt.

## Verschiedenes

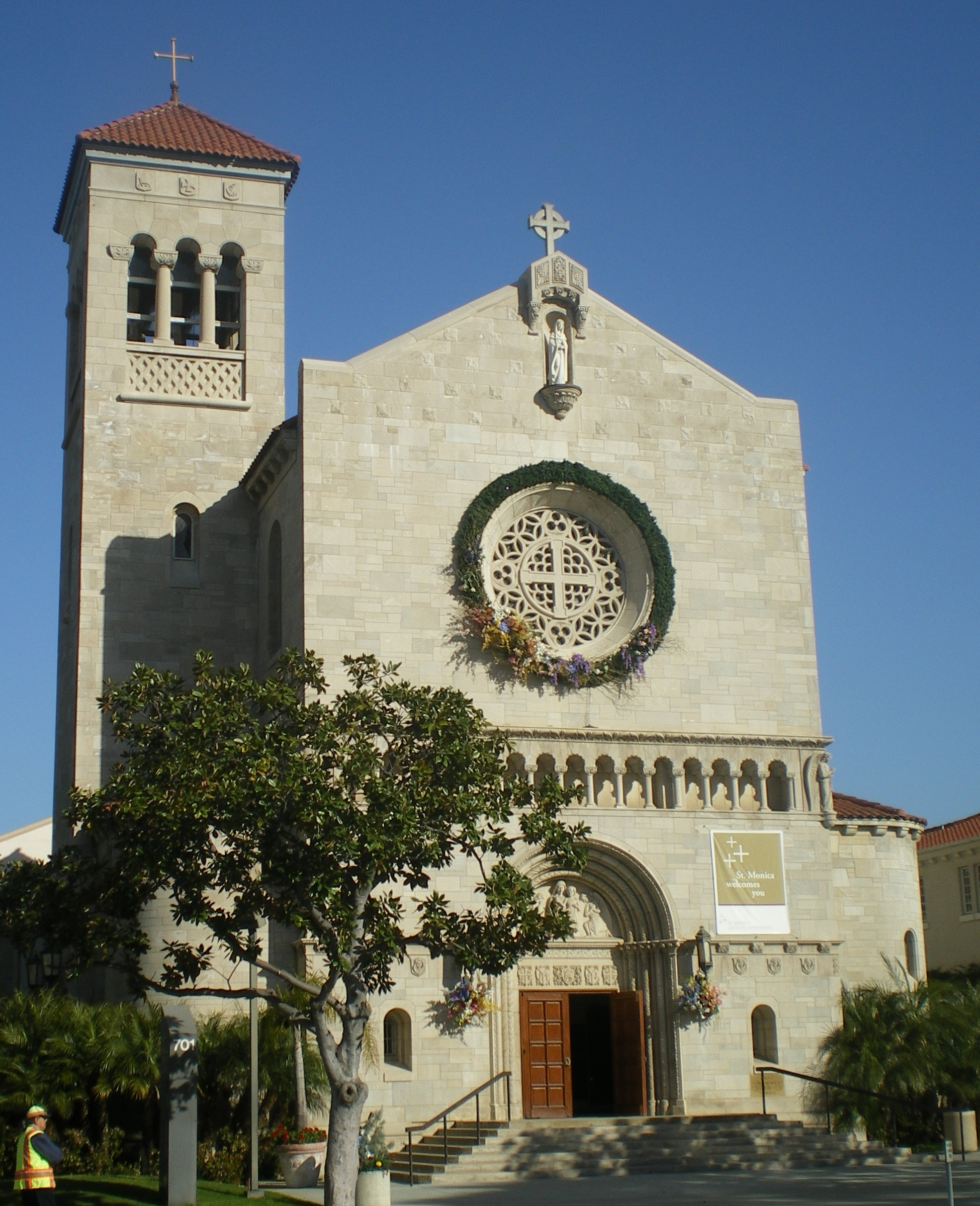
Die Saint Monica Catholic Church in Santa Monica war einer der Drehorte des Filmes.

Nach der Vorlage des Films entstand 1962 eine 30-teilige Fernsehserie mit dem Titel St. Dominic und seine Schäfchen mit Gene Kelly als Pfarrer O’Malley und Leo G. Carroll als Pfarrer Fitzgibbon. Die Serie wurde nach einem Jahr eingestellt.

## Kritiken
Die zeitgenössischen Kritiken waren ausgesprochen positiv. Bosley Crowther in der New York Times nannte es den bisher besten Film Crosbys, was „eine Menge über einen Künstler aussagt, der eine der beständigsten Freuden auf der Kinoleinwand geworden ist.“ Der Filmstoff sei warmherzig und reich, die Regie von Leo McCarey und die Darsteller seien hervorragend. Der Film sei etwas zu lang geraten, dennoch sei die „gemeinsame Show“ von Barry Fitzgerald und Bing Crosby eine der „wenigen Kinofreuden in diesem Jahr“. Variety sprach von „bester Unterhaltung für eine breite Zuschauermasse“, die Rolle des Priesters sei ganz auf Crosby zugeschnitten und Barry Fitzgerald sowie Rise Stevens würden ihm große Unterstützung geben. Das Lexikon des internationalen Films bezeichnet Der Weg zum Glück als „dem amerikanischen Geschmack entsprechend zwar sentimental-romantisch, andererseits aber unaufdringlich humorvoll, besonders in der Darstellung des alten Gemeindepfarrers durch Barry Fitzgerald“. Als der Film 25 Jahre nach seiner Uraufführung wieder im Kino zu sehen war, gelangte der Evangelische Film-Beobachter zu folgender Einschätzung: „Dezent in der Inszenierung, aber langatmig und gemüt-überladen.“

## Auszeichnungen
Der Film gewann sieben Oscars, drei Golden Globes und den New York Film Critics Circle Award. 2004 wurde Der Weg zum Glück ins National Film Registry aufgenommen.

### Oscar
Siegreich in den Kategorien:
- Bester Film
- Bester Hauptdarsteller: Bing Crosby
- Bester Nebendarsteller: Barry Fitzgerald
- Beste Regie: Leo McCarey
- Beste Originalgeschichte: Leo McCarey
- Bestes adaptiertes Drehbuch: Frank Butler/Frank Cavett
- Bester Song: Jimmy Van Heusen/Johnny Burke für Swinging on a Star

Nominierung in den Kategorien:
- Bester Hauptdarsteller: Barry Fitzgerald
- Beste Kamera Schwarz/Weiß: Lionel Lindon
- Bester Schnitt: LeRoy Stone

Barry Fitzgerald war für dieselbe Rolle sowohl für den Nebendarsteller-Oscar als auch für den Hauptdarsteller-Oscar nominiert. Dieses Kunststück Fitzgeralds blieb in der Oscar-Geschichte einzigartig.

### Golden Globes
Siegreich in den Kategorien:
- Bester Film – Drama
- Beste Regie: Leo McCarey
- Bester Nebendarsteller: Barry Fitzgerald